# Charlotte Caspers

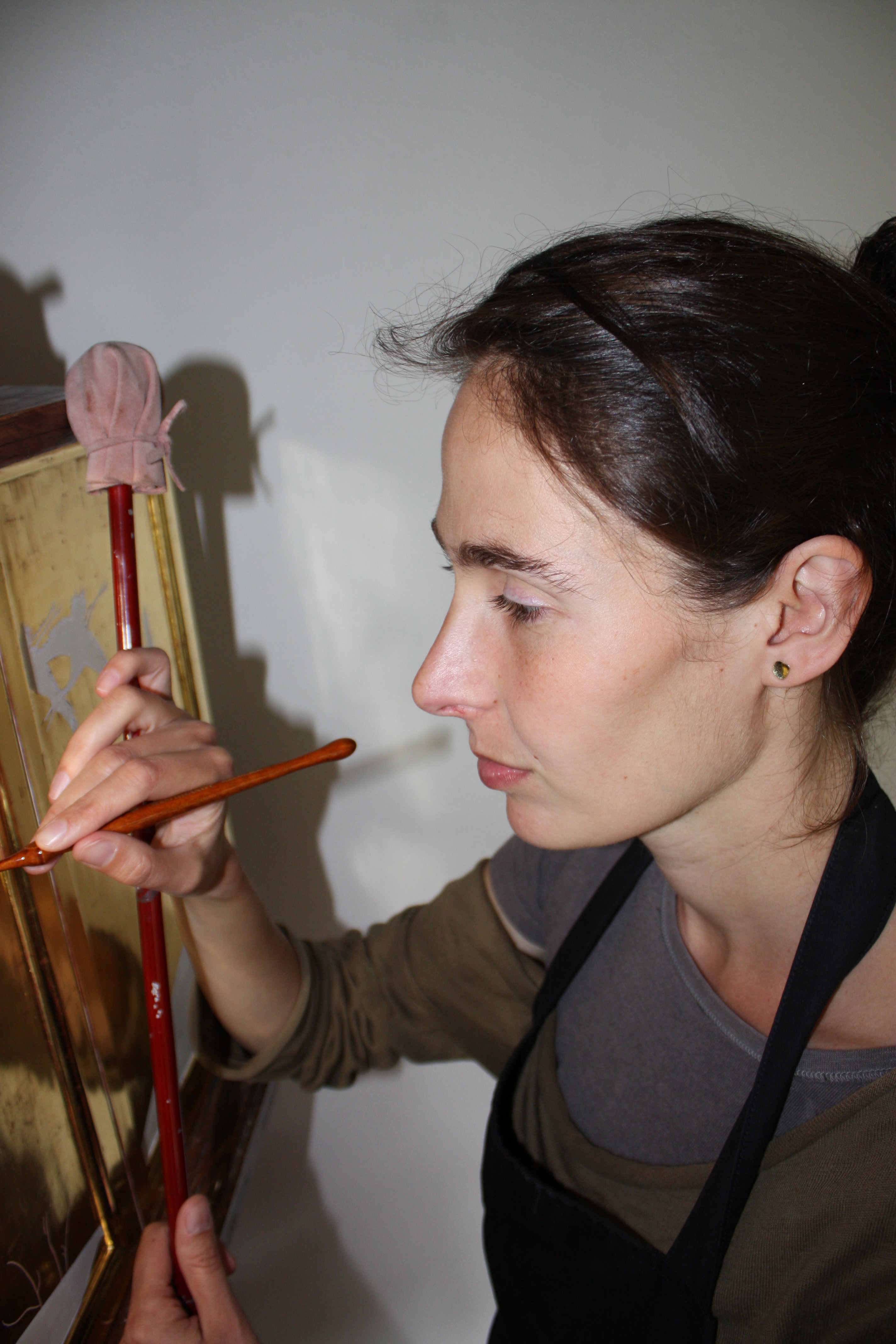
Charlotte Caspers (2014)

Charlotte Caspers (* 1979 in Gent) ist eine niederländische Künstlerin und Restauratorin. Sie schuf die Reproduktionen in der zwölfteiligen 3sat-Serie Das Geheimnis der Meister.

## Werdegang
Caspers studierte Kunstgeschichte an der Radboud University, spezialisiert auf die Malerei des Mittelalters und der Renaissance. Danach absolvierte sie die Ausbildung zur Restauratorin im Stichting Restauratie Atelier Limburg (SRAL) in Maastricht. Von 2007 bis 2017 unterrichtete sie Maltechniken der Konservierung an der Universität von Amsterdam.

## Restaurierungen und Reproduktionen
Caspers hat unter anderem Rekonstruktionen für die Tate Britain, die Princeton University, das Van Gogh Museum, das Rijksmuseum Amsterdam und das Museum Boijmans Van Beuningen durchgeführt.
Sie schuf die Reproduktionen in der zwölfteiligen 3sat-Serie Das Geheimnis der Meister, wo sie im Austausch mit Jasper Krabbé große Maler kopierte.

## Belege
1. ↑  imfernsehen GmbH & Co KG: Das Geheimnis der Meister bisher 12 Folgen (Deutsche Ausstrahlung) Episodenguide. Abgerufen am 6. Januar 2021.
2. ↑  Sechs neue Folgen von "Das Geheimnis der Meister". Abgerufen am 6. Januar 2021.

| Personendaten    | Personendaten                                |
| ---------------- | -------------------------------------------- |
| NAME             | Caspers, Charlotte                           |
| KURZBESCHREIBUNG | niederländische Künstlerin und Restauratorin |
| GEBURTSDATUM     | 1979                                         |
| GEBURTSORT       | Gent, Niederlande                            |